# Westmediterraan draaigatje
Het Westmediterraan draaigatje (Tapinoma magnum) is een mierensoort uit de onderfamilie van de Dolichoderinae. De wetenschappelijke naam van de soort is voor het eerst geldig gepubliceerd in 1861 door Mayr. De uit Zuid-Europa afkomstige exoot gedraagt zich invasief en massale aanwezigheid leidt tot overlastklachten. Deze mierensoort kan nesten van honderden meters graven. Door de massale graafactiviteiten kan bestrating verzakken. Huizen worden binnengedrongen en tuinen kaalgevreten.
De benaming draaigatje komt van de door de mier toegepaste manier van verdedigen: eerst bijten en dan het achterlijf naar de wond draaien en er een irriterende stof in spuiten.
Omdat koninginnen van een kolonie elkaar tolereren, kunnen nesten van miljoenen dieren ontstaan die een groot oppervlak in beslag nemen. Bestrijding van het plaaginsect is moeilijk en kan duur zijn.

## Kenmerken
De Mediterrane draaigatjes bestaan uit vier soorten die zeer op elkaar lijken en daarom gezamenlijk Tapinoma nigerrimum-complex worden genoemd.
Het mediterraan draaigatje is een zwartglanzende mier, waarvan de werksters sterk in grootte variëren van 2 tot 5 mm. Een typische kenmerk is, dat zij op de bestrating rond de nestopeningen kratertjes maken die herkenbaar zijn als bergjes zand. 

## Levenswijze

### Kolonies
Ieder nest wordt geregeerd door meerdere koninginnen. Zij keren na de paringsvlucht terug naar het moedernest en vormen zo tezamen een 'uni-kolonie' of 'superkolonie', die bestaat uit een cluster van afzonderlijke nesten, waarbij de werksters van alle koninginnen samenwerken. Zo neemt hun aantal ieder jaar toe en groeit ook de omvang van de kolonie. Daarmee gelijkt de levenswijze sterk op die van de Lasius neglectus.
De nesten kunnen zich bevinden in de grond, onder bestrating, in spouwmuren of binnenshuis tot aan bovenverdiepingen toe. In de zomer is de kolonie op z’n grootst. De werksters maken dan satellietnesten nabij voedselbronnen.

### Voortplanting
In het voorjaar worden voor de uitbreiding van het volk nieuwe koninginnen en mannetjes opgekweekt, die na ongeveer een maand uit het ei komen en een maand lang als gevleugelde mieren in het nest verblijven tot aan de paringsvlucht.

## Voorkomen
Het Westmediterraan draaigatje komt vooral voor in stedelijk gebied. In 2009 is de soort voor het eerst in Duitsland waargenomen en in 2014 in België In 2013 werd voor het eerst melding gemaakt van zijn vestiging in Wageningen. Oorspronkelijk werd de soort vastgesteld als het Mediterraan draaigatje, maar sinds 2017 is het bekend dat het om het Westmediterraan draaigatje gaat.
Op 29 maart 2020 werd er gemeld dat het aantal kolonies binnen een jaar was toegenomen van 8 naar 18. De overlast in Spijkenisse tussen 1987 en 1999 blijkt echter ook al te zijn veroorzaakt door deze soort.

## Bestrijding
Diverse gemeenten zijn in samenwerking met het Kennis- en Adviescentrum Dierplagen (KAD) gestart met een landelijke aanpak van de bestrijding van deze mier. Daarbij worden verschillende methoden en bestrijdingsmiddelen getest.
Een algemeen landelijk verbod van chemische bestrijdingsmiddelen in de buitenruimte bemoeilijkt de bestrijding. De draaigatjes hebben een hekel aan azijn, basilicum, peper, kaneel en koper, maar deze huis-tuin-en-keukenmiddeltjes hebben slechts tijdelijk effect.
In 2020 is in de Rotterdamse wijk Hillegersberg een proef gestart met aaltjes (nematoden). Deze parasitaire wormpjes infecteren de poppen en larven van de mier met een bacterie die de larven opeet. Ook wordt er geëxperimenteerd met heet water. In 2021 is het experiment voortgezet.
De gemeente Zuidplas was over de eerste helft van 2022 al 50.000 euro aan kosten voor de bestrijding kwijt.